# Massa solare
In astronomia, la massa solare (simbolo M☉) è un'unità di misura, usata per esprimere la massa delle stelle e di oggetti più grandi quali le galassie. Equivale alla massa del Sole, pari a circa due quintilioni di chilogrammi. Il suo valore convenzionale stabilito è:
{\displaystyle M_{\odot }=(1{,}98855\pm 0{,}00025)\times 10^{30}{\hbox{ kg}}}
La massa solare è pari a circa 332 946 volte la massa della Terra.
Incertezze sulla costante gravitazionale rendono similarmente impreciso il calcolo della massa solare.
Una massa solare equivale a:
- 27 068 510 ML (masse lunari)
- 332946 M⊕ (masse terrestri)
- 1047,56 MJ (masse gioviane)